# Carlo's Bake Shop
Carlo's Bake Shop, generalmente conocida como  Carlo's Bakery, es una cadena de pastelerias estadounidense fundada en 1910. La tienda principal de la cadena se ubica en Hoboken, Nueva Jersey y se volvió famosa tras aparecer en el programa de televisión Cake Boss (el rey de las tartas) que es emitido por TLC desde 2009 hasta la actualidad. El programa es protagonizado por Buddy Valastro, el dueño de la pastelería.

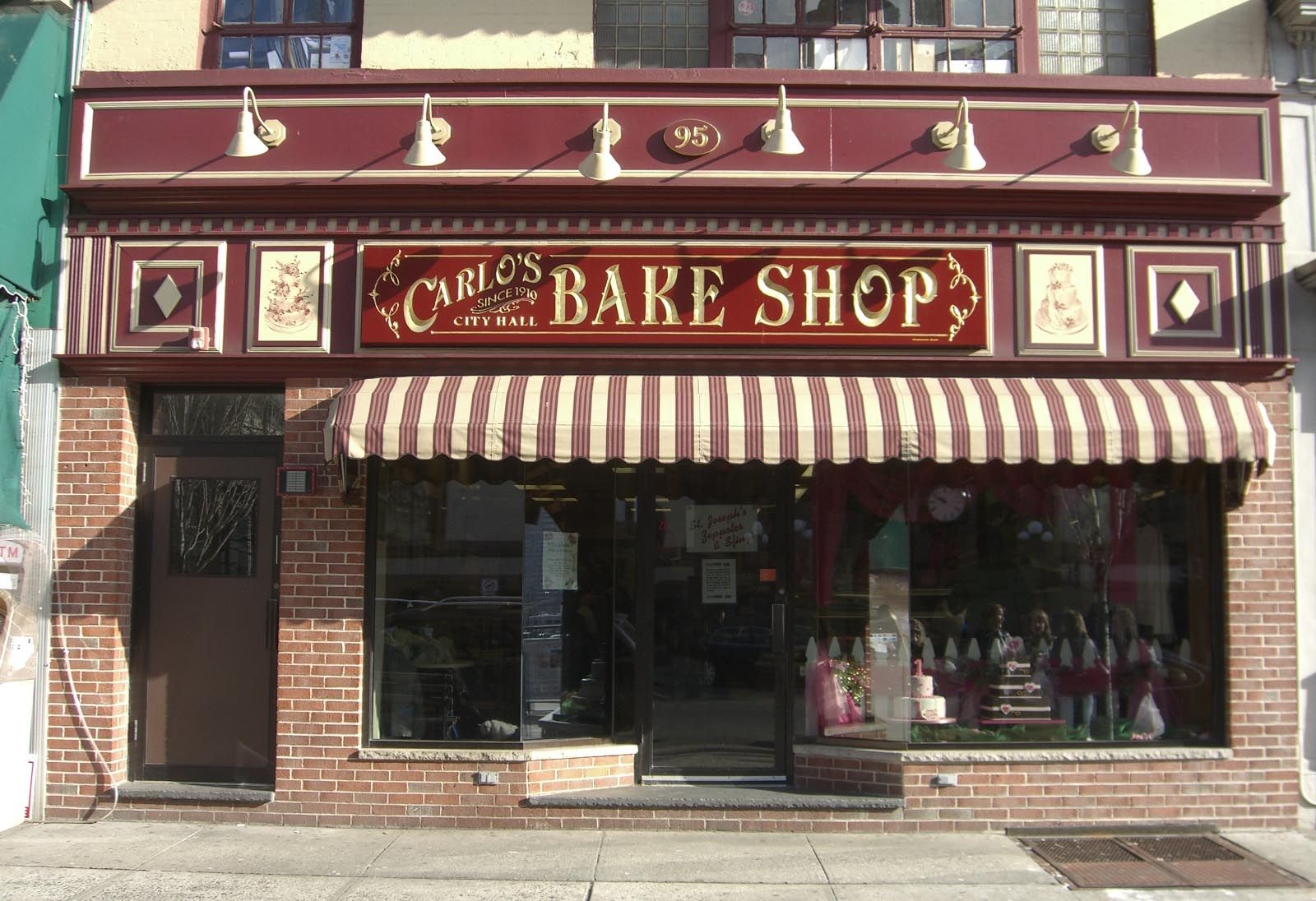
Carlo's Bake Shop

## Historia
En 1910, la panadería fue fundada por Carlo Guastaferro, y en 1964,  esta fue comprada por Bartolo "Buddy" Valastro Sr.
Buddy Valastro hijo actualmente dirige la panadería, con ayuda de sus cuatro hermanas mayores, sus cuñados y otros familiares y amigos. Uno de los empleados notables fue Sal Picinich, quién empezó a trabajar en la panadería poco después de que la familia Valastro la comprara, y continuó en ella hasta el día de su muerte (30 de enero de 2011).
La panadería saltó a la fama con Jefe de Pastel, una serie de televisión premiado en TLC en abril del 2009, describiendo el personal de la tienda que crea elabora pasteles novedosos.
A raíz de la popularidad de Jefe de Pastel, fue una atracción turística  la panadería de Carlo construyó una fábrica nueva en Lackawanna Center, un complejo minorista mixto industrial en Jersey City. La panadería de Carlo utilizaba el espacio del complejo,  para hacer pasteles de especialidad. Debido al espacio limitado en el Hoboken, la panadería de Carlo era incapaz de enviar pasteles en una larga distancia de la panadería; la panadería había llevado a cabo una venta por Internet de prueba en octubre de 2009, para probar la viabilidad de la venta de productos por internet.
En enero de 2012 como resultado a la gran atención que se ponía en la ciudad de Hoboken por la tienda y la serie de televisión, el reportero de The Hudson Reporter mencionó a buddy Valastro Jr en su lista de 50 personas más influyentes en Hudson Country.

## Ubicación
Carlo's Bake Shop tiene cinco sucursales en Estados Unidos. 
El 24 de mayo de 2011, la panadería de Carlo abrió su primera sucursal, Cafetería de Jefe del Pastel, en el Discovery Times Square Exposition en 226 West 44th en Nueva York en Times Square. Estas sucursales ofrecían productos de la panadería de Carlo's, al igual que la panadería
El 10 de febrero de 2013, la Panadería abrió su segunda sucursal en Ridgewood, Nueva Jersey.
El 1 de septiembre de 2013, la Panadería abrió su tercera sucursal de panadería en Westfield , New Jersey. Y la última panadería abrió el 23 de noviembre en Red Bank, New Jersey.
En marzo de 2014, Carlo abrió su ubicación próxima en Morristown, New Jersey, así como su primera panadería en la Costa Del oeste en Las Vegas, Nevada, localizado en el veneciano Palazzo.
- Florida - Orlando: el 5 de diciembre de 2015, la panadería de Carlo abrió en Orlando, Florida.[17][18]

- New Jersey - Morristown: en mayo de 2014, Carlo abrió en Morristown, New Jersey.[19] A month later on December 8, Carlo's opened a location in São Paulo, the company's first bakery outside the United States. Managed by Rick Zavala, the winner of the RecordTV reality television competition series Batalha dos Confeiteiros.[20]